# Piovene Rocchette
Piovene Rocchette est une commune italienne de la province de Vicence dans la région Vénétie en Italie. Elle fait partie de l'Union montagnarde Pasubio Alto Vicentino.

## Géographie
La commune de Piovene Rocchette est située dans la partie nord de la province de Vicence appelée Alto Vicentino. La partie la plus ancienne de la commune est adossée au Monte Summano.
Vu la position du centre urbain, Piovene Rocchette est considérée comme une commune de plaine alors que plus de la moitié de son territoire est situé en montagne. L'autre partie plus accidentée et boisée est bordée par le fleuve Astico entre Rocchette et Meda.
Le climat est relativement doux ce qui favorise l'essor d'une très grande variété de plantes méditerranéennes dont l'olivier. Dans la partie la plus au sud, l'été peut se révéler très chaud.

## Origines du nom
L'appellation initiale de la commune était simplement "Piovene", un nom qui tire son origine à sa richesse en eau, pluviae en vénitien, qui caractérise le territoire. Une autre hypothèse, émise par l'historien vicentin Giovanni Mantese, serait un dérivé de juvenum, en référence au dieu Jupiter ou aux juvenes, les jeunes soldats romains installés dans le castrum voisin.
Le deuxième nom, Rocchette, a été ajouté par le Décret Royal du 19 octobre 1933, vu l'importance prise par la localité de ce nom, compte tenu de l'activité des usines des Laines Rossi (qui deviendront Lanerossi), de la gare et des brasseurs de bière.

## Histoire

### L'antiquité
La présence des premiers habitants dans cette zone remonte à la préhistoire. Des fouilles ont mis en évidence des restes significatifs ainsi que nombreuses monnaies romaines remontant au 2e et 1er siècle A. JC. D'autres vestiges ont été découverts dans les années 1960 lors de la construction de l'autoroute de la Val d'Astico qui relie Rovigo à Piovene Rocchette, en passant par Vicence, en attendant sa prolongation jusqu'à Trente.
A la fin de la période romaine, Piovene fut équipée d'une fortification de défense de surveillance avancée de la Vallée de l'Astico. Il est probable que les actions de représailles romaines contre le Bostel de Rotzo partirent de Piovene.

### Le Moyen Âge
À la fin de l'époque romaine et tout au long du Moyen Âge, trois châteaux médiévaux sont greffés sur les structures de défense romaines : le château Manduca, le château Pelluca et le château de la Rocchetta, définis par Francesco Caldogno, grand militaire du XVIe siècle, comme "imprenables", châteaux ayant joué un rôle stratégique dans le contrôle de la Val d'Astico et de son exutoire vers la plaine de Vicence.
En 917, avec les territoires entre Astico et Brenta, Piovene a été donné par l'empereur Bérenger Ier de Frioul à l'évêque de Padoue.
Dans la seconde moitié du XIIe siècle, lorsque la ville de Vicence a étendu sa domination sur tout le territoire, Piovene lui a également été soumise. En 1224, elle est devenue une communauté rurale sous statut.
Après la chute d'Ezzelino III, le château a été confisqué par l'inquisition et Vicence en a immédiatement pris possession. Piovene a suivi le même sort que Vicence sous la domination des padouans (seigneurs de Padoue), des Scaligeri de Vérone et des Visconti de Milan.
En 1311, la municipalité de Piovene a racheté à Vicence une partie du mont Summano, y compris la partie de terrain au sommet de la montagne où un monastère a été construit. Pendant les luttes entre Scaligeri et padouans, Piovene a été pillée à plusieurs reprises.
Pendant longtemps, la ville a eu pour seigneurs la famille "de Piovene" qui donna à l'Italie d'illustres militaires, hommes politiques et ambassadeurs.

### Époque contemporaine
Pendant la période du royaume d'Italie (1805-1814), État pré-unitaire créé par Napoléon Ier, les communes voisines de Carrè et Chiuppano ont été incluses dans celle de Piovene. En 1813, les villes de Piovene et Cogollo ont été reliées par un nouveau pont, le Pont Pilo, conçu par l'architecte Andrea Zordani di Cogollo pour remplacer la simple passerelle en bois sur le fleuve Astico.
Après avoir chassé l'envahisseur français Napoléon, le territoire passa sous la domination du royaume de Lombardie-Vénétie, rattaché à l'empire d'Autriche qui, par rapport au pillage effectué par les français, s'attacha à relancer l'économie, réduit le montant des impôts et abolit le service militaire obligatoire.
Durant l'été 1866, après la troisième guerre d'indépendance contre les troupes autrichiennes, la Vénétie est rattachée au royaume d'Italie (1861-1946) avec Victor-Emmanuel II comme premier roi d'Italie.
Le 23 décembre 1869, à Rocchette, hameau de Piovene à l'époque, la première des quatre usines du Lanificio Rossi a été ouverte et la forte demande de main-d'œuvre a entraîné une augmentation de la population de la région.
Pendant la Première Guerre mondiale, toute la vallée d'Astico a été une zone de première ligne du front, en particulier après l'offensive du Trentin en mai 1916. La population a été évacuée à deux reprises, juillet 1916 et novembre 1917, et déplacée en Lombardie, au Piémont et en Campanie, tandis que dans le territoire aux alentours a été bombardé à plusieurs reprises. De très graves dégâts ont été subis par les usines Rossi et les brasseries Summano Zanella et Real Summano. De longues galeries ont été creusées des deux côtés dans la roche et les troupes autrichiennes ont fait sauter le Monte Cimone, situé sur la commune de Tonezza del Cimone, à quelques kilomètres, avec 14,2 tonnes d'explosifs, le 23 septembre 1916 à 5.45 heures, faisant plus de 1.210 morts recensés, italiens et autrichiens. Un monument a été érigé à leur mémoire, l'ossuaire de Monte Cimone.

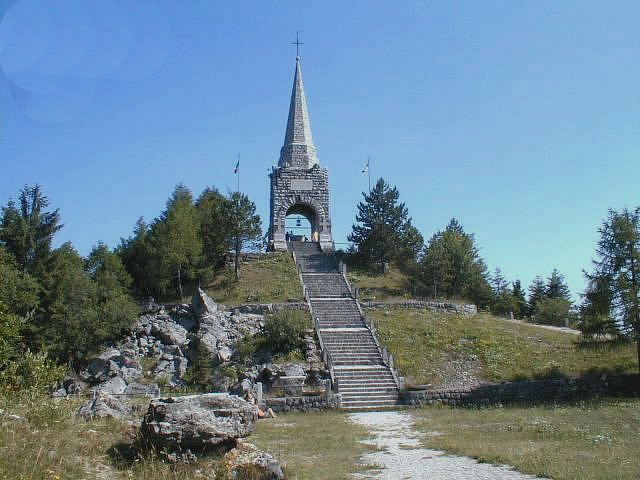
Ossuaire de Monte Cimone à Tonezza del Cimone

Au cours de la Seconde Guerre mondiale, Piovene Rocchette n'a pas subi de dommages significatifs à l'exception du Pont Pilo sur l'Astico que les troupes nazies, battant en retraite, ont fait sauter dans la nuit du 29 au 30 avril 1945. Le 14 février 1945, 8 avions américains ont lourdement bombardé la ville de Schio et les usines Lanerossi.
Ce sont trois petites bourgades Pedescala, Forni et Settecà, situées le long de la route qui longe l'Astico qui ont terriblement souffert de représailles allemandes lors de leur retraite de la vallée. Entre le 30 avril et le 2 mai 1945, les troupes nazies ont assassiné volontairement 83 civils de tous âges. Le 30 avril au matin, un groupe de partisans, posté à l'entrée du village de Pedescala, tire sur le convoi militaire allemand et tue 6 soldats. En représailles, les nazis fusillent en place publique 64 personnes présentes dans le village, 56 hommes (vieillards et adolescents), huit femmes dont deux enceintes. Non contents, ils renouvellent leur méfait dans deux villages proches, Forni et Settecà, où ils assassinent 18 autres personnes. Le convoi nazi reprendra sa route vers l'Allemagne le 2 mai au matin. Ces faits ont eu lieu alors qu'officiellement, en Italie, les Allemands s'étaient rendus et avaient signé leur capitulation le 29 avril 1945 à Caserte, en garantissant le dépôt des armes et la fin des hostilités.
(NDR : sans doute, la rigueur allemande...)

## Économie
Comme toutes les principales communes de la province de Vicence, Arsiero, Schio ou Valdagno, à partir des années 1850/60, Piovene muta rapidement d'une économie essentiellement agricole en industrielle, ce qui eut une grande influence sur la démographie. Tout débuta en 1868 quand Alessandro Rossi, entrepreneur acheta à la commune les droits d'un ancien moulin" sur la rive droite de l'Astico et d'un immense terrain contigu pour y construire une usine textile. L'usine commença à filer et teindre la laine peignée le 23 décembre 1869 avec un effectif de 500 salariés. Durant les trois années qui suivirent, trois autres usines ont vu le jour : Rocchette 2 pour le tissage implanté à Cogollo, Rocchette 3 et celle de Ca' Lapi, sur la rive droite de l'Astico, détruite pendant la 1re guerre mondiale.
Plusieurs usines dédiées aux secteurs du bois, marbres et mécanique sont opérationnelles ainsi qu'une multitude de petites entreprise et artisans spécialisés dans le ferronnerie, les meubles, la bonneterie et la maille.

## Infrastructures et transports

### Transports routiers
La ville de Piovene Rocchette est desservie par
- l'autoroute de la Val d'Astico qui relie Rovigo à Piovene Rocchette, en passant par Vicence et la liaison avec l'autoroute la Serenissima Milan-Venise-Trieste, en attendant sa prolongation jusqu'à Trente,
- la route nationale "SS 350" de la Val d'Astico qui relie Vicence à Trente,
- un dense réseau de routes provinciales et secondaires.

### Transports ferroviaires
Jusqu'à quelques années, Rocchette était un nœud ferroviaire pour les lignes en concession à écartement réduit qui desservait les lignes Rocchette-Arsiero, Rocchette-Asiago, Schio-Rocchette et Thiene-Rocchette. La Rocchette-Asiago était une ligne particulière à crémaillère avec les gares intermédiaires "Rocchette-Cogollo-Canove-Asiago", qui fut en service du  4 décembre 1909 au 31 juillet 1958. Elle fut très utile pour approvisionner les soldats qui travaillaient sur les galeries du Monte Cimone lors de l'Offensive du Trentin en 1916.
La gare a été démolie et les terrains disponibles ont été classés "zone PEEP", c'est-à-dire que l'Etat italien a fait construire des logements sociaux pour le développement de la ville.
Les transports en commun sont désormais effectués par de nombreuses lignes d'autobus de la compagnie publique provinciale "Società Vicentina Trasporti - SVT".

## Administration
| Période                                  | Période | Identité | Étiquette | Qualité |
| ---------------------------------------- | ------- | -------- | --------- | ------- |
|                                          |         |          |           |         |
| Les données manquantes sont à compléter. |         |          |           |         |

### Communes limitrophes
Caltrano, Carrè, Chiuppano, Cogollo del Cengio, Santorso, Velo d'Astico, Zanè